# Jeroni Galceran i Terrés
Jeroni Galceran i Tarrés (Prats de Lluçanès, 21 de maig de 1820 – la Gleva, 23 de març del 1873) fou un militar carlí
Fill de Josep Galceran i Escrigàs, va participar en algunes accions de la primera guerra carlina, sent ferit en el Setge de Solsona, i va fugir a França acabada la guerra fins al 1846, quan esclata la Segona guerra carlina i torna a les ordres de Ramon Cabrera. Va ser un dels caps carlins catalans en la tercera carlinada, participant en l'Assalt de Terrassa i sent nomenat comandant general de la Província de Barcelona un cop destituït Joan Castells i Rossell en 1873.
En el Foc de la Gleva amb 3000 homes i 100 cavalls, ocupà les alçades a La Gleva i Sant Hipòlit de Voltregà, bloquejant el destacament republicà de Conanglell, morint en la batalla.